# Lemmus
Lemmus es un género de roedores miomorfos de la familia Cricetidae.

## Especies
Se reconocen las siguientes especies:
- Lemmus amurensis Vinogradov, 1924
- Lemmus lemmus (Linnaeus, 1758)
- Lemmus portenkoi Tchernyavsky, 1967
- Lemmus sibiricus (Kerr, 1792)
- Lemmus trimucronatus (Richardson, 1825)